# 鄭大世
鄭 大世（チョン・テセ、朝: 정대세、1984年3月2日 - ）は、愛知県名古屋市出身の元プロサッカー選手、サッカー解説者。現役時代のポジションはフォワード（FW）。元北朝鮮代表。
在日韓国人3世で、大韓民国（韓国）籍を所有している。

## 来歴

### 生い立ち
大韓民国籍の父親と朝鮮籍の母親を持つ在日コリアン3世として生まれる。母親は在日の朝鮮学校初等部の元音楽教師。愛知朝鮮第二初級学校（日本の小学校に相当）4年生の時にサッカーを始める。朝鮮大学校体育学部に在籍し、蹴球部所属時には東京都大学サッカーリーグ下部でプレーする傍ら、サッカー代理人契約を結んだ田邊伸明の紹介を受け、プロ入りを目指してJリーグの数チームで練習生として参加。

### クラブ

#### 川崎フロンターレ
川崎フロンターレの練習に参加した際の、亜細亜大学との練習試合で挙げた4得点などが評価され、卒業後の2006年に川崎に入団した。同大学から直接Jリーグへ進んだのはテセが初めてである。
初年度は交代出場が多かったものの、コンスタントに出場機会を得て、同年7月19日のJ1第13節・鹿島アントラーズ戦（カシマ）でJリーグ初得点を挙げた。
2007年にはAFCチャンピオンズリーグ2007にも出場し、このとき初めて訪れたという韓国での全南ドラゴンズ戦で得点を挙げ、川崎のグループリーグ突破に貢献した。また、同年10月28日に行われたJ1第30節・FC東京戦（味の素スタジアム）では、自身プロ入り初となるハットトリックを記録 した。2007年シーズンの後半からはスタメンに定着しゴールを量産、12得点をあげた。

#### VfLボーフム
2010南アフリカワールドカップ後にドイツ・ブンデスリーガ2部のボーフムへ2年契約（1年間の延長オプション付き）で移籍が決定した。
2010-11シーズンは、ホームでの開幕戦・1860ミュンヘン戦に先発出場し、2ゴールを決める活躍を見せ、フリートヘルム・フンケル監督から「彼には驚かされている。あんなにオープンなアジア人は見たことがない。彼の成長を見るのが、毎日楽しみなんだ。」と評価された。このシーズン、チームは昇格プレーオフで敗れ、1部昇格は逃すも自身はリーグ戦10得点を挙げる活躍を見せた。

#### 1.FCケルン
2012年1月、ブンデスリーガ1部・1.FCケルンへの移籍が発表された。
しかし、目立った活躍は残せず、移籍先を探すようになる。

#### 水原三星ブルーウィングス
2013年1月10日、Kリーグクラシック(Kリーグ1部)・水原三星ブルーウィングス。2013年6月16日、国立競技場で開催された東日本大震災復興支援 2013Jリーグスペシャルマッチにゲストプレイヤーとして出場した。

#### 清水エスパルス
2015年7月8日、日本の清水エスパルスへ移籍することが発表された。報道では、4億から5億ウォン（約4000万円から5000万円）の移籍金と、年俸6億ウォン（約6000万円）の3年半契約 とされている。Jリーグでのプレーは2010年以来5年ぶりとなる。シーズン途中の加入であったが清水はJ2に降格してしまう。
J2降格後も清水に残留し、翌2016年には大前元紀と2トップを組んで、自身キャリアハイの26ゴールでJ2得点王を獲得。アシストもチームトップの10であり、清水の1年でのJ1復帰に貢献した。2017年は主将を務めながら2桁10ゴールを記録した。
2018年以降はベンチを温める試合が増え、2020年は前半戦僅か2試合の出場に留まっていた。

#### アルビレックス新潟
2020年8月25日、アルビレックス新潟への期限付き移籍が発表された。10月4日のFC町田ゼルビア戦では後半途中出場でハットトリックを達成 するなどシーズン途中加入で9得点を挙げるが、同年限りで契約満了となる。

#### FC町田ゼルビア
新潟退団後、一度は現役引退を決意していたが、FC町田ゼルビアからのオファーを受け、2021年より同クラブで現役を続行。2シーズン連続で30試合以上に出場するなど随所でベテランの存在感を発揮し、2022年シーズン終了後、現役引退を正式に発表した。

### 代表
2007年6月にマカオで開催された東アジアサッカー選手権2008予選大会の朝鮮民主主義人民共和国（北朝鮮）代表に選出され、3試合で8ゴールを挙げ得点王となり、チームの本大会出場に貢献した。
2009年6月に所属する北朝鮮代表が44年ぶり2度目のワールドカップ出場を決めた。
東アジア選手権2008本選では、第1戦で日本代表から1得点（試合は引き分け）、第2戦の韓国戦で1得点、第3戦中国戦でも1アシストを見せた。この活躍により、FIFA公式サイトでは朝鮮人選手として初となるロングインタビューが紹介された。
2010年6月ワールドカップのグループリーグ第1戦にて、FIFAランキング1位で優勝候補に挙げられたブラジルと対戦。ブラジルの圧倒的有利が予想されたが、0-2のビハインドから北朝鮮のゴールをヘディングでアシストするも、試合は1-2で敗れた。
2013年、水原三星に移籍する際に北朝鮮のパスポートを返納し、韓国のパスポートを取得したために北朝鮮代表に招集される事は無くなった。このことについて鄭大世は2024年3月23日にXにおいて「代表引退当時は北朝鮮代表は弱いし報酬ももらえない。ユニフォームもカッコ悪い。環境も劣悪だし代表選手としての価値に意味はない。と自分に言いきかせて韓国へ渡った」と投稿している。

## 人物
特徴的なルックスは、しばしば「パンストをかぶっているような顔」とたとえられ、これに対して本人は「『どんだけ失礼やねん!』とキレながらも、ちょっとおいしいと思ってる」と心境を述べている。この「パンスト顔」は川崎フロンターレ在籍時代にはファン感謝デーにて社長の武田信平と「ストッキング相撲」を行うほどに浸透していた。テレビ番組『やべっちFC』では、「(｀ε´)ノ」という顔文字でテセが表されており、これはサポーターの横断幕にも描かれるほど定着している。本人のブログも、最後にこの顔文字が使用されている。
力強いプレースタイルと体格から、「アジアのルーニー」と称された事もある。
2013年12月、韓国人女性と結婚したことを発表した。息子と娘が1人ずついる。
李彰剛とは初級学校から高級学校までチームメイトであり親交が深い。

### 代表選択・心の変遷
鄭大世は父親の国籍と同じく韓国籍だが、朝鮮学校で教育を受けたため心の祖国は北朝鮮であり、かねてから「ずっと祖国（北朝鮮）の代表になりたかった」と語っていた。そのため韓国籍を放棄して朝鮮籍を取得しようとしたが、韓国政府は北朝鮮を国家として承認していないため拒否され、在日本朝鮮人蹴球協会の助けを得て、韓国籍のまま北朝鮮のパスポートを取得し、FIFA（国際サッカー連盟）に北朝鮮代表としての出場を認めさせている。鄭と同じ在日コリアンのスポーツライター・慎武宏は、韓国籍ながら北朝鮮代表として出場する鄭大世の人生について「歴史が生んだ矛盾」だと語っている。
在日韓国人3世でありながら朝鮮語も非常に堪能ではあるが、母語は日本語であるため日本語訛りは抜けていない（在日朝鮮語）。北朝鮮・韓国メディアからの取材、番組出演には朝鮮語で対応している。日韓リーグオールスター戦ではJリーグ代表として出場し、韓国Kリーグと対戦する心境を「国家の代表としては北朝鮮代表だが、今回は日本代表として出て少し複雑な心境だ」と吐露していた。
夢は「北朝鮮代表としてワールドカップに出ること」であり、出場した2010 FIFAワールドカップの初戦・ブラジル戦では、国歌斉唱時の愛国歌に感極まって涙した。試合後に「サッカーを始めたときから、この日をずっと想像していた。この大きな場所で、世界一のブラジルと戦えたことをうれしく思う」と語った。この涙は大韓民国でも話題となり「人民のルーニー」と呼ばれた。
2010年7月に中央日報のインタビューを受け、2010 FIFAワールドカップの対ポルトガル戦で雨天用スパイクが足りず、性能も悪かったというエピソードを話し、記者から「韓国代表や日本代表に入ったほうが条件がいいのでは」と質問され、「金銭的な面や良い環境はプロチームで追求すればよい。自分にとって国家代表はお金ではなく信念を確認する舞台」と返答している。また「祖国は母のような存在で、変えることはできない」とも述べている。また韓国の印象について聞かれ「Wonder Girlsのファン。かわいいのもよいが、表現力が感動的なほど優れている。日本人の同僚とカラオケに行けば『独島は我が領土』をよく歌う。日本の友達も韓国語を聞き取れないので‘ウリタン（わが領土）’という部分を一緒に歌う」と返答している。
2011年2月にZDFのインタビューにおいて、「自分はスポーツ選手であり、政治家ではない」 として、北朝鮮の政治状況に関する質問には回答していない一方、前述の通り竹島に関しては政治的な立場を明確にしている。
水原時代の2013年2月、チームメイトとどんな話をするかと聞かれ「女性の話、サッカーの話、テレビの話などをする。 北朝鮮の話をする時もあるが、あまり関心がない。 政治的な話をする理由はないのでは」 と答えている。
2013年6月21日、鄭大世が、海外のテレビ番組で金正日を「尊敬している」と発言したことを受けて、韓国の検察は国家保安法違反容疑で鄭大世を捜査していると報道された。2014年9月30日、水原地検は「鄭選手の言動が韓国の存立、安全と体制を脅かしたと認定する証拠は不十分」として、不起訴処分とした。
2021年自身のアイデンティティについて、「韓国に行っても、北朝鮮に行っても日本人扱い。じゃあ日本で暮らしているからって、日本人扱いでもないし。故郷はいっぱいあるけど、自分にはホームがない」と語っている。
2022年には自身は目立ちたがり屋で集団行動が苦手と明かしている。ドイツのボーフム時代に、中国人女性記者から「なぜ北朝鮮代表を選んだのか」「日本も韓国でも代表になれないと思ったからそっちに行ったんでしょ」と問われた際には、「ものすごく失礼なこと聞くなって腹が立った」「インタビューもやめてやろうかと思った」と当時は思ったと述べている。しかし、2022年12月現在で当時の記者質問を振り返ると、「的を得てるんじゃないか」「確かにそうだなと思う自分もいて…。だから、もし僕が日本学校のサッカー強豪校に行って、アンダーの代表に入るぐらいのレベルだったら、僕は日本代表目指してたんじゃないのかなって今は思うんですよね」と語っている。更にかつては自身でも認められていなかった本心としては、「日本代表への憧れもあった」と答えている。

### Jリーグ準外国籍選手枠
Jリーグでは通常の外国人枠とは別に各クラブ1名まで出場することができる準外国籍選手枠（在日枠）を活用して入団。なお、同制度は日本の学校を卒業した者を対象としているため、テセは朝鮮大学校在学中に通信制のクラーク記念国際高等学校にダブルスクールし、日本の高校を卒業している。テセの川崎入団に伴い、それまで同クラブの準外国人枠選手だった鄭容臺が期限付き移籍終了により退団した。
Jリーグの試合や日本サッカー協会が主催する天皇杯全日本サッカー選手権では、他の外国人とは別扱いで参加できたが、2007年のAFCチャンピオンズリーグでは同僚のブラジル人選手達との登録枠争いが生じた。結果としては負傷で苦しむフランシスマールが外れ、テセが出場可能となった。2009年シーズンからはAFCチャンピオンズリーグ等でアジア・クウォータ制が採用され、Jリーグとの差は解消された。
Kリーグでは韓国籍で登録されているため、外国籍選手枠の対象からは外れる。AFCチャンピオンズリーグでも同様で、同リーグの外国人枠（およびAFC加盟国枠）対象にはならない。

## エピソード
ワールドカップのユニフォームの背中の名前のプリント部分に「J. TAE SE」の下に薄っすらと「A. YONG HAK」と名前の消された跡がある。これはユニフォーム製作の際、安英学の名前をミスプリントし、再度鄭の名前がプリントされているため。本人は、「ミスったなら新しいのつくれよ。」と言いつつも、「ヨンハさんの魂を受け継いで試合頑張れる」とし、気に入っているとのこと。
フィジカルの強さから「人間ブルドーザー」とファンに呼ばれ親しまれている。大学3年の時に横浜F・マリノスの練習に参加した際に、当時F・マリノス所属のDF河合竜二に吹っ飛ばされた（当たり負けした）のをきっかけに筋トレで体重を10kg増やしたのがフィジカル強化のきっかけで、川崎時代の2007年8月25日のJ1第22節・ガンバ大阪戦で、自陣からのロングボールに反応した際にG大阪のDF3人をボディコンタクトでなぎ倒してGKと1対1の局面を作ってゴールを挙げたことでその名が知られるようになった。
2011年11月、鄭大世の軌跡を追ったドキュメンタリー映画『TESE』が公開され、ヨコハマ・フットボール映画祭2012にて最優秀プレイヤー賞を受賞した。。
清水移籍後、練習場近くにあるパスタ屋の味に惚れ込み、2016年11月には店主の了解を取った上で同店の広報用twitterアカウントを開設した。
川崎時代、当時絶対的エースだったジュニーニョとPKキッカーを巡って言い争ったことがある。「わし（テセ）は喧嘩腰で『俺が取ったから俺が蹴る』って言ったけど、下手に出てPor favor（ポルトガル語で「お願いします」）って3回いえばよかった。試合後ロッカーで『2度と俺に逆らうな!!』ってブチギレられたのは内緒ね」と語っている。
兄は元サッカー選手の鄭二世。兄は韓国籍を選択し、忠州ヒュンメルFCなどに在籍していたGKである。
引退後、テレビ番組で自らの借金額に触れ「鄭大世には借金が3億8000万円ある」と話題になった。後のインタビューで、借金は消費やギャンブルで作ったものではなく、銀行の不動産投資ローンであることを明かしている。

## 所属クラブ
- 愛知朝鮮第二初級学校 蹴球部
- 東春朝鮮初中級学校 中級部 蹴球部
- 愛知朝鮮中高級学校 高級部 蹴球部
- 朝鮮大学校 蹴球部
- 2006年 - 2010年7月  川崎フロンターレ
- 2010年7月 - 2012年1月  VfLボーフム
- 2012年1月 - 同年12月  1.FCケルン
- 2013年 - 2015年7月  水原三星ブルーウィングス
- 2015年7月 - 2020年  清水エスパルス
  - 2020年8月 - 12月  アルビレックス新潟（期限付き移籍）
- 2021年 - 2022年  FC町田ゼルビア

## 個人成績
| 国内大会個人成績 | 国内大会個人成績 | 国内大会個人成績 | 国内大会個人成績 | 国内大会個人成績 | 国内大会個人成績 | 国内大会個人成績 | 国内大会個人成績 | 国内大会個人成績 | 国内大会個人成績 | 国内大会個人成績 | 国内大会個人成績 |
| 年度             | クラブ           | 背番号           | リーグ           | リーグ戦         | リーグ戦         | リーグ杯         | リーグ杯         | オープン杯       | オープン杯       | 期間通算         | 期間通算         |
| 年度             | クラブ           | 背番号           | リーグ           | 出場             | 得点             | 出場             | 得点             | 出場             | 得点             | 出場             | 得点             |
| 日本             | 日本             | 日本             | 日本             | リーグ戦         | リーグ戦         | リーグ杯         | リーグ杯         | 天皇杯           | 天皇杯           | 期間通算         | 期間通算         |
| ---------------- | ---------------- | ---------------- | ---------------- | ---------------- | ---------------- | ---------------- | ---------------- | ---------------- | ---------------- | ---------------- | ---------------- |
| 2006             | 川崎             | 16               | J1               | 16               | 1                | 4                | 0                | 2                | 2                | 22               | 3                |
| 2007             | 川崎             | 16               | J1               | 24               | 12               | 5                | 2                | 4                | 3                | 33               | 17               |
| 2008             | 川崎             | 16               | J1               | 33               | 14               | 4                | 1                | 2                | 0                | 39               | 15               |
| 2009             | 川崎             | 9                | J1               | 29               | 14               | 5                | 2                | 4                | 3                | 38               | 19               |
| 2010             | 川崎             | 9                | J1               | 10               | 5                | -                | -                | -                | -                | 10               | 5                |
| ドイツ           | ドイツ           | ドイツ           | ドイツ           | リーグ戦         | リーグ戦         | リーグ杯         | リーグ杯         | DFBポカール      | DFBポカール      | 期間通算         | 期間通算         |
| 2010-11          | ボーフム         | 9                | 2.ブンデス       | 25               | 10               | -                | -                | 1                | 0                | 26               | 10               |
| 2011-12          | ボーフム         | 9                | 2.ブンデス       | 14               | 4                | -                | -                | 2                | 1                | 16               | 5                |
| 2011-12          | ケルン           | 9                | ブンデス         | 5                | 0                | -                | -                | -                | -                | 5                | 0                |
| 2012-13          | ケルン           | 9                | 2.ブンデス       | 5                | 0                | -                | -                | 1                | 0                | 6                | 0                |
| 韓国             | 韓国             | 韓国             | 韓国             | リーグ戦         | リーグ戦         | リーグ杯         | リーグ杯         | FA杯             | FA杯             | 期間通算         | 期間通算         |
| 2013             | 水原三星         | 14               | Kクラシック      | 23               | 10               | -                | -                | 0                | 0                | 23               | 10               |
| 2014             | 水原三星         | 14               | Kクラシック      | 28               | 7                | -                | -                | 1                | 0                | 29               | 7                |
| 2015             | 水原三星         | 14               | Kクラシック      | 21               | 6                | -                | -                | 1                | 2                | 22               | 8                |
| 日本             | 日本             | 日本             | 日本             | リーグ戦         | リーグ戦         | リーグ杯         | リーグ杯         | 天皇杯           | 天皇杯           | 期間通算         | 期間通算         |
| 2015             | 清水             | 9                | J1               | 13               | 4                | -                | -                | 0                | 0                | 13               | 4                |
| 2016             | 清水             | 9                | J2               | 37               | 26               | -                | -                | 1                | 1                | 38               | 27               |
| 2017             | 清水             | 9                | J1               | 23               | 10               | 2                | 0                | 1                | 0                | 26               | 10               |
| 2018             | 清水             | 9                | J1               | 18               | 3                | 6                | 3                | 2                | 0                | 26               | 6                |
| 2019             | 清水             | 9                | J1               | 13               | 2                | 5                | 0                | 2                | 0                | 20               | 2                |
| 2020             | 清水             | 9                | J1               | 2                | 0                | 2                | 0                | -                | -                | 4                | 0                |
| 2020             | 新潟             | 49               | J2               | 26               | 9                | -                | -                | -                | -                | 26               | 9                |
| 2021             | 町田             | 9                | J2               | 33               | 5                | -                | -                | 0                | 0                | 33               | 5                |
| 2022             | 町田             | 9                | J2               | 34               | 6                | -                | -                | 0                | 0                | 34               | 6                |
| 通算             | 日本             | 日本             | J1               | 181              | 65               | 33               | 8                | 17               | 8                | 231              | 81               |
| 通算             | 日本             | 日本             | J2               | 130              | 46               | -                | -                | 1                | 1                | 131              | 47               |
| 通算             | 韓国             | 韓国             | Kクラシック      | 72               | 23               | -                | -                | 1                | 0                | 67               | 22               |
| 通算             | ドイツ           | ドイツ           | ブンデス         | 5                | 0                | -                | -                | 0                | 0                | 5                | 0                |
| 通算             | ドイツ           | ドイツ           | 2.ブンデス       | 44               | 14               | -                | -                | 4                | 1                | 47               | 15               |
| 総通算           | 総通算           | 総通算           | 総通算           | 432              | 148              | 33               | 8                | 24               | 12               | 489              | 168              |

| 国際大会個人成績 | 国際大会個人成績 | 国際大会個人成績 | 国際大会個人成績 | 国際大会個人成績 | 期間通算 | 期間通算 |
| 年度             | クラブ           | 背番号           | 出場             | 得点             | 出場     | 得点     |
| AFC              | AFC              | AFC              | AFC CL           | AFC CL           | 期間通算 | 期間通算 |
| ---------------- | ---------------- | ---------------- | ---------------- | ---------------- | -------- | -------- |
| 2007             | 川崎             | 16               | 7                | 2                | 7        | 2        |
| 2009             | 川崎             | 9                | 9                | 2                | 9        | 2        |
| 2010             | 川崎             | 9                | 3                | 1                | 3        | 1        |
| 2013             | 水原三星         | 14               | 4                | 0                | 4        | 0        |
| 2015             | 水原三星         | 14               | 7                | 3                | 7        | 3        |
| 通算             | AFC              | AFC              | 30               | 8                | 30       | 8        |
| 総通算           | 総通算           | 総通算           | 30               | 8                | 30       | 8        |

- Jリーグ初出場 - 2006年3月18日 J1第3節 vsヴァンフォーレ甲府 （山梨県小瀬スポーツ公園陸上競技場）
- Jリーグ初得点 - 2006年7月19日 J1第13節 vs鹿島アントラーズ（県立カシマサッカースタジアム）

## 代表歴
- 国際Aマッチ初出場・初得点 - 2007年6月19日 東アジアサッカー選手権2008予選 vsモンゴル代表（澳門運動場）

### 出場大会
北朝鮮代表
- 2007年 - 東アジアサッカー選手権2008予選大会
- 2008年 - 2010 FIFAワールドカップ・アジア予選、東アジアサッカー選手権2008決勝大会
- 2009年 - 東アジアサッカー選手権2010予選大会
- 2010年 - 2010 FIFAワールドカップ
- 2011年 - AFCアジアカップ2011、2014 FIFAワールドカップ・アジア3次予選

### 試合数
- 国際Aマッチ 33試合 15得点（2007年-2011年）[48]

| 北朝鮮代表 | 国際Aマッチ | 国際Aマッチ |
| 年         | 出場        | 得点        |
| ---------- | ----------- | ----------- |
| 2007       | 3           | 8           |
| 2008       | 10          | 3           |
| 2009       | 7           | 1           |
| 2010       | 5           | 3           |
| 2011       | 8           | 0           |
| 通算       | 33          | 15          |

### 得点
| ＃  | 開催年月日     | 開催地     | スタジアム                           | 対戦国               | 勝敗 | 試合概要                               |
| --- | -------------- | ---------- | ------------------------------------ | -------------------- | ---- | -------------------------------------- |
| 1.  | 2007年6月19日  | タイパ島   | 澳門運動場                           | モンゴル             | ○7-0 | 東アジアサッカー選手権2008予選大会     |
| 2.  | 2007年6月19日  | タイパ島   | 澳門運動場                           | モンゴル             | ○7-0 | 東アジアサッカー選手権2008予選大会     |
| 3.  | 2007年6月19日  | タイパ島   | 澳門運動場                           | モンゴル             | ○7-0 | 東アジアサッカー選手権2008予選大会     |
| 4.  | 2007年6月19日  | タイパ島   | 澳門運動場                           | モンゴル             | ○7-0 | 東アジアサッカー選手権2008予選大会     |
| 5.  | 2007年6月21日  | タイパ島   | 澳門運動場                           | マカオ               | ○7-1 | 東アジアサッカー選手権2008予選大会     |
| 6.  | 2007年6月21日  | タイパ島   | 澳門運動場                           | マカオ               | ○7-1 | 東アジアサッカー選手権2008予選大会     |
| 7.  | 2007年6月21日  | タイパ島   | 澳門運動場                           | マカオ               | ○7-1 | 東アジアサッカー選手権2008予選大会     |
| 8.  | 2007年6月21日  | タイパ島   | 澳門運動場                           | マカオ               | ○7-1 | 東アジアサッカー選手権2008予選大会     |
| 9.  | 2008年2月17日  | 重慶       | 重慶市オリンピック・スポーツセンター | 日本                 | △1-1 | 東アジアサッカー選手権2008決勝大会     |
| 10. | 2008年2月20日  | 重慶       | 重慶市オリンピック・スポーツセンター | 韓国                 | △1-1 | 東アジアサッカー選手権2008決勝大会     |
| 11. | 2008年10月15日 | テヘラン   | アザディ・スタジアム                 | イラン               | ●1-2 | 2010 FIFAワールドカップ・アジア4次予選 |
| 12. | 2009年8月27日  | 高雄       | 世運主場館                           | チャイニーズタイペイ | ○2-1 | 東アジアサッカー選手権2010準決勝大会   |
| 13. | 2010年5月25日  | アルタッハ | キャッシュポイント・アレーナ         | ギリシャ             | △2-2 | 国際親善試合                           |
| 14. | 2010年5月25日  | アルタッハ | キャッシュポイント・アレーナ         | ギリシャ             | △2-2 | 国際親善試合                           |
| 15. | 2010年6月6日   | テンビーザ | マクフロング・スタジアム             | ナイジェリア         | ●1-3 | 国際親善試合                           |

## タイトル

### 個人
- Jリーグ月間MVP：2回（2016年7月、2016年10月）
- J2リーグ得点王：1回（2016）
- J2リーグMVP:1回(2016)

## 出演

### CM
- ソニー損害保険（2024年）[49]

## 関連書籍
- 鄭大世『ザイニチ魂―三つのルーツを感じて生きる』NHK出版、2011年1月10日。ISBN 9784140883372。
- 森雅史『大世―チョンテセ BIG WORLD』小学館クリエイティブ、2010年5月31日。ISBN 978-4-7780-3715-4。